# فریتس زاوکل
فریتس زاوکل (به آلمانی: Fritz Sauckel) (زاده ۲۷ اکتبر ۱۸۹۴ – درگذشته ۱۶ اکتبر ۱۹۴۶) یک سیاستمدار آلمانی و از ۲۱ مارس ۱۹۴۲ تا مه ۱۹۴۵ رئیس برنامه استقرار کار در اردوگاه‌های کار اجباری آلمان نازی بود. وی در دادگاه نورنبرگ به مرگ محکوم شد.

## اوایل زندگی
وی در هاسفورت در امپراتوری آلمان زاده شد و تنها فرزند یک پدر پستچی و یک مادر خیاط بود.در نوجوانی به نیروی دریایی سوئد و نروژ پیوست و بر عرشه کشتی به تمام دنیا سفر کرد.وی در زمان آغاز جنگ جهانی اول بر یک کشتی آلمانی در آب‌های استرالیا مستقر بود و در آن‌جا دستگیر و به فرانسه فرستاده شد.وی از اوت ۱۹۱۴ تا نوامبر ۱۹۱۹ در فرانسه نگه‌داری می‌شد.
وی پس از پایان جنگ به آلمان بازگشت و در کارخانه‌ای در شواینفورت مشغول به کار شد.وی در سال‌های ۱۹۲۲ و ۱۹۲۳ در ایلمناو مهندسی خواند.در سال ۱۹۲۳ به حزب نازی پیوست.در ۱۹۲۴ با الیزابت وتسل ازدواج کرد که حاصل این ازدواج ده فرزند بود.وی در ۱۹۲۷ گاولایتر تورینگن شد.با دست یافتن هیتلر به مقام صدراعظمی در ۱۹۳۳، زاوکل به عنوان نماینده به رایشستاگ راه یافت.وی در ۱۹۳۷ به صورت افتخاری به درجه اوبرگروپنفورر در اس‌آ رسید.

## جنگ جهانی دوم
با شروع جنگ جهانی دوم، زاوکل به سمت کمیساریای دفاعی رایش در شهرستان کاسل منصوب شد.وی در ۲۱ مارس ۱۹۴۲ و به توصیه مارتین بورمان، رئیس برنامه استقرار کار در اردوگاه‌های کار اجباری آلمان نازی شد.

## کار اجباری و برده‌وار

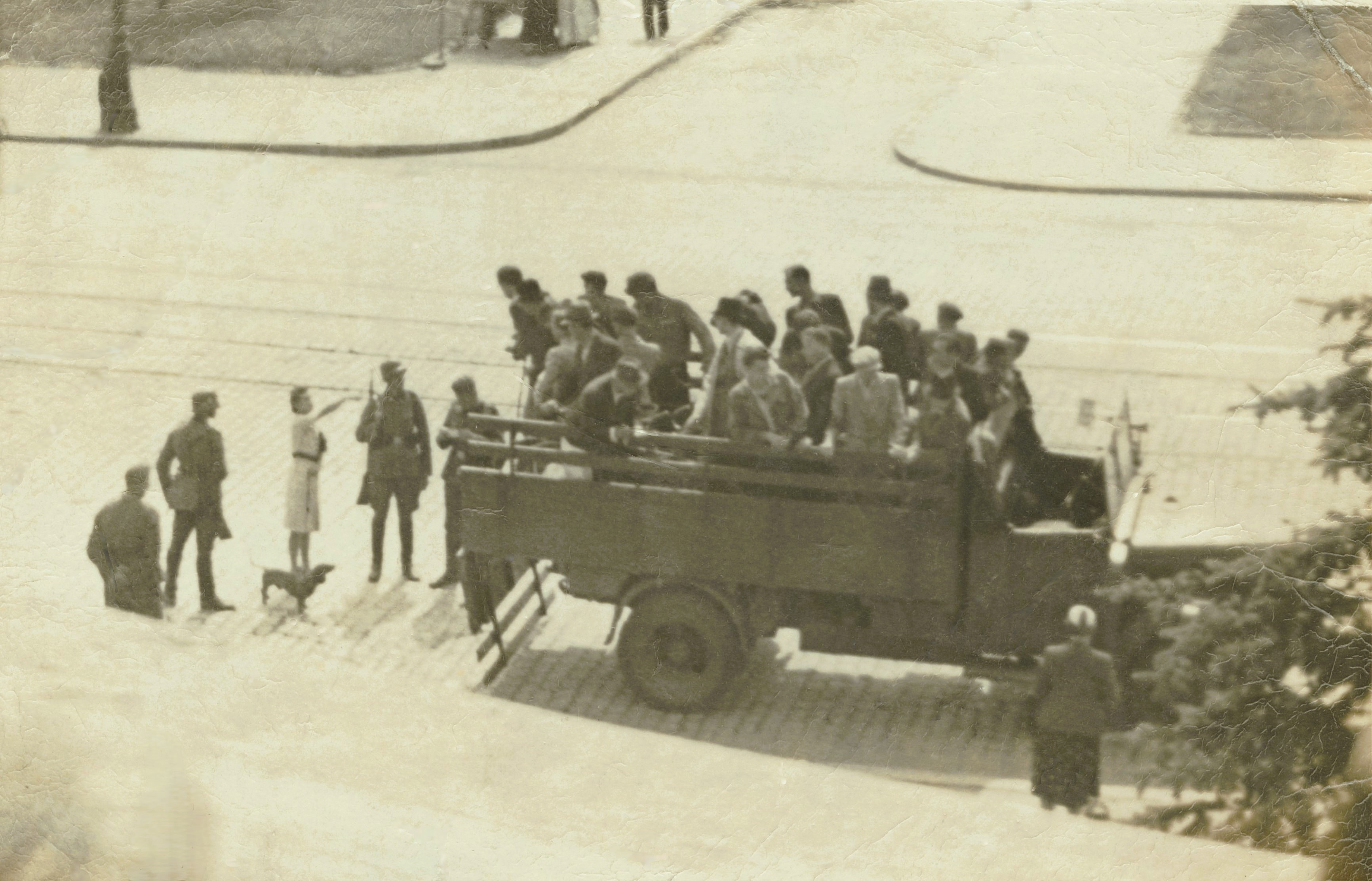
جمع‌آوری خیابانی شهروندان برای تامین نیروی کار، ورشو، ۱۹۴۱

وی مستقیماً در اداره برنامه چهارساله زیر نظر هرمان گورینگ کار و برنامه کارگری آلمان را هدایت و کنترل می‌کرد.در پاسخ به افزایش تقاضا، وی به فکر استفاده از شهروندان سرزمین‌های اشغالی افتاد.اما شمار افراد داوطلب برای کار کافی نبود و ظرف چندین ماه استخدام اجباری از شهروندان صورت گرفت.حدود ۵ میلیون کارگر خارجی به آلمان فرستاده شدند که به شهادت زاوکل در دادگاه، تنها حدود ۲۰۰٬۰۰۰ نفر از آنان داوطلب بودند.اکثر کارگران جمع‌آوری‌شده از لهستان و سرزمین‌های شوروی بودند که روش‌های به کار گرفته‌شده برای استخدام آنان بسیار خشن بود.ورماخت مردم محلی را جمع‌آوری می‌کرد و بیشتر آنان را به زور به آلمان می‌فرستاد.شرایط محیط کار بسیار بد و نظم و انضباط شدید بود. این شرایط برای زندانیان اردوگاه‌های کار اجباری به مراتب بدتر بود.افراد بسیاری هم‌چون برده در صنایع آلمان، معادن زغال سنگ، ساخت فلزات و کارخانه‌های اسلحه‌سازی مشغول به کار بودند.با شروع جنگ جهانی دوم، استفاده برده‌وار از کارگران افزایش یافت.آلبرت اشپر جانشین فریتس تت در وزارت تسلیحات که در فوریه ۱۹۴۲ روی کار آمد، از زاوکل تقاضای کارگران بیشتر می‌کرد.

## محاکمه و اعدام

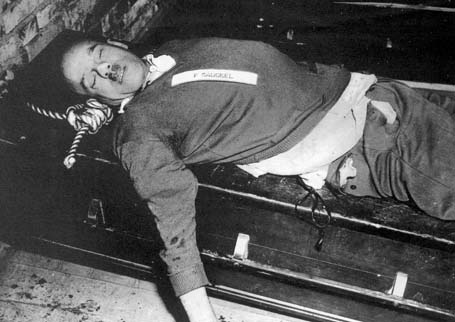
نگاره‌ٔ جسم بی‌جان فریتس زاوکل پس از اعدام

وی در دادگاه نورنبرگ به توطئه برای ارتکاب جرایم علیه صلح، برنامه‌ریزی و شروع جنگ تجاوزگرانه، جنایت جنگی و جنایت علیه بشریت متهم شد. زاوکل از برنامه کار خود دفاع کرد:"این هیچ ربطی به استثمار ندارد.این یک فرایند اقتصادی برای تأمین نیروی کار است."وی هرگونه کار برده‌وار و رایج بودن کشتن افراد نیروی کار یا بداخلاقی با آنان را انکار کرد.
«روبرت سرواتیوس» مشاور زاوکل، وی را نماینده طبقات کارگری آلمان معرفی می‌کند؛ یک مرد حزبی جدی و بی‌تکلف که با پشتکاری سعی در ارتقای سودمندی جمعی طبقه کارگر داشت. سرواتیوس زاوکل را فردی عکس اشپر معرفی می‌کند و اشپر را یک نابغه فنی و یک مدیر کارآفرین می‌خواند. گرچه خود زاوکل بر این باور بود که نقش اشپر در برنامه کار آلمان بیشتر بوده‌است اما در دادگاه او را بیشتر مقصر دانستند.
پس از دفاع سرواتیوس از زاوکل در دادگاه، وی به جرم جنایت جنگی و جنایت علیه بشریت به اعدام محکوم و در ۱۶ اکتبر ۱۹۴۶ به دار آویخته شد. آخرین کلمات او اینگونه بود:"من بی‌گناه می‌میرم.حکم من ناعادلانه است. خدا آلمان را حفظ کند!"اشپر از مجازات اعدام گریخت اما ۲۰ سال در زندان اشپانداو زندانی بود.
جنازه وی و نه فرد اعدام‌شده دیگر در کنار جنازه هرمان گورینگ که پیش از اعدام خودکشی کرده بود، به اوستفریدهوف در مونیخ فرستاده شد و در آن‌جا بدن‌ها سوزانده و خاکستر آن‌ها به رود ایسار ریخته شد.